# 空飛ぶ癇癪玉
『空飛ぶ癇癪玉』（そらとぶかんしゃくだま）は、1934年（昭和9年）に日本で製作・公開されたサイレント映画である。製作・配給大都映画。

## スタッフ
- 監督 : 大江秀夫
- 脚本 : 山内俊英
- 原作 : 戸畑健三
- 撮影 : 永貞二郎

## キャスト
- ハヤフサヒデト
- 琴路美津子
- 東竜子
- 大山デブ子